# Ropa violeta
«Ropa violeta» es una canción compuesta por el músico argentino Luis Alberto Spinetta que se encuentra en el álbum Privé de 1986, séptimo álbum solista y 19º en el que tiene participación decisiva Luis Alberto Spinetta.
En el álbum Spinetta prescinde del baterista y utiliza en todos los temas una caja de ritmos Yamaha RX-11, programada por él mismo. En este tema Spinetta (voz, guitarra, caja de ritmos y secuenciador del bajo) está acompañado por Fito Páez (teclados) y Ulises Butrón (guitarra e intros). El bajo fue realizado utilizando un sintetizador Casio CZ-5000, programado por Spinetta y Horacio "Chofi" Faruolo.

## Contexto
Spinetta venía de disolver su banda Spinetta Jade con la que venía tocando desde 1980 y que marcó la etapa final de lo que se ha llamado su "proyecto jazzero", iniciado en 1977. Por otra parte Spinetta venía mostrando desde Mondo di cromo (1983) un giro de su sonido hacia el techno (teclados, secuenciadores, sintetizadores, cajas de ritmos, MIDI, etc.) que caracterizó los años '80.
Durante 1985 Spinetta había trabajado con Charly García, quien también venía realizando un giro en su sonido desde el álbum Clics modernos (1983), en el marco de un enorme cambio político-cultural en Argentina, a raíz de la caída de la última dictadura militar el 10 de diciembre de 1983, que se extendería a toda América del Sur.
Finalmente el proyecto Spinetta/García quedó trunco debido a las diferencias personales que surgieron entre ellos. Fracasada la elaboración del álbum con Charly y también un intento de realizar un álbum con Pedro Aznar, en los últimos meses de 1985 Spinetta decidió sacar un álbum solista, utilizando parte del material trabajado para el disco con Charly García. 
El nuevo álbum de el Flaco llevó el nombre de Privé y fue pensado por Spinetta como respuesta al fracaso de su proyecto con Charly García. Él mismo define el álbum como "el producto de todo lo que me está pasando; de haber intentado hacer un disco con el flaco (por Charly García)". La mayoría de las canciones están explícita o implícitamente relacionadas con Charly García. El altísimo ritmo musical del álbum, frenético, "casi colérico", también ha sido asociado con el estado emocional de Spinetta luego de su ruptura con García: "A su modo, Privé es un disco de divorcio... más hecho para golpear que para bailar".
Del material trabajado para el frustrado proyecto Spinetta/García incluyó en este álbum tres temas, "Pobre amor, llámenlo" (dedicado a Charly), "La pelícana y el androide" y "Rezo por vos", este último único tema compuesto por ambos. También incluyó otros dos temas relacionados que Spinetta ha revelado que se relacionan con García: «No seas fanática» y «Una sola cosa». En otros temas como "La mirada de Freud" (relacionado con la cocaína), "Alfil, ella no cambia nada" y "Patas de rana", las relaciones son más indirectas y libradas a la interpretación.
Fue grabado en noviembre y los primeros días de diciembre de 1985.

## El tema
El tema es el tercer track del álbum solista Privé. El título y la letra aluden directamente a los elementos fetichistas en una relación erótica. Spinetta la definió como "una temática de amor flagelada", donde invoca imágenes como la posesión sexual por vampiros, el "oscuro lingerie" y el propio color violeta "de tu flash". 

Mi sangre es puro borratintas
 que apaga todas mis palabras,
mi mente toda es un insecto
al que tolero porque me habla.
Violeta es el color
de tu flash,
violeta es el color
de tu espejo de cristal.
"Ropa violeta" (fragmento)

En el tema, Spinetta es acompañado por Fito Páez en los teclados (Roland Juno-106 y Yamaha DX7) y Ulises Butrón (guitarra e intros). El bajo fue realizado utilizando un sintetizador Casio CZ-5000, programado por Spinetta y Horacio "Chofi" Faruolo.
La canción es usada como cierre de la película documental Spinetta, el video de Pablo Perel, filmada durante la grabación de Privé.